# Hamad Medjedovic
Hamad Medjedovic (Novi Pazar, 18 de julio de 2003) es un tenista profesional serbio.

## Trayectoria
Medjedovic, de etnia bosnia, nació en Novi Pazar, Serbia.Conoció a su compatriota Novak Djokovic por primera vez a los nueve o diez años y practicó por primera vez con él a los 16 años, después de lo cual le comenzó a brindar asesoramiento y apoyo financiero para todos sus gastos de tenis.

## Títulos ATP (0; 0+0)

### Individual (0)
| Leyenda                   |
| Grand Slam (0)            |
| ATP World Tour Finals (0) |
| ATP Masters 1000 (0)      |
| ATP World Tour 500 (0)    |
| ATP World Tour 250 (0)    |

#### Finalista (2)
| N.º | Fecha                  | Torneo   | Superficie | Oponente en la final | Resultado   |
| --- | ---------------------- | -------- | ---------- | -------------------- | ----------- |
| 1.  | 9 de noviembre de 2024 | Belgrado | Dura (i)   | Denis Shapovalov     | 4-6, 4-6    |
| 2.  | 16 de febrero de 2025  | Marsella | Dura (i)   | Ugo Humbert          | 6-7(4), 4-6 |

## Next Gen ATP Finals

### Títulos (1)
| N.º | Fecha                  | Torneo              | Superficie | Oponente en la final | Resultado                     |
| --- | ---------------------- | ------------------- | ---------- | -------------------- | ----------------------------- |
| 1.  | 2 de diciembre de 2023 | Next Gen ATP Finals | Dura (i)   | Arthur Fils          | 3-4(6), 4-1, 4-2, 3-4(9), 4-1 |

## Títulos ATP Challenger (5; 5+0)

### Individuales (5)
| N.° | Fecha                   | Torneo                       | Superficie    | Oponente en la final | Resultado        |
| --- | ----------------------- | ---------------------------- | ------------- | -------------------- | ---------------- |
| 1.  | 3 de julio de 2022      | Challenger de Lüdenscheid    | Tierra batida | Zhizhen Zhang        | 6-1, 6-2         |
| 2.  | 19 de marzo de 2023     | Challenger de Székesfehérvár | Tierra batida | Nino Serdarušić      | 6-4, 6-3         |
| 3.  | 14 de mayo de 2023      | Challenger de Mauthausen     | Tierra batida | Filip Misolic        | 6-2, 6-7(5), 6-4 |
| 4.  | 3 de septiembre de 2023 | Challenger de Mallorca       | Dura          | Harold Mayot         | 6-2, 4-6, 6-2    |
| 5.  | 11 de enero de 2025     | Challenger de Oeiras         | Dura (i)      | Liam Draxl           | 6-1, 6-3         |